# قضية قتل (فلم)
قضية قتل (بالإنجليزية: A Case of Murder) هو فيلم أكشن وجريمة وإثارة جنوب أفريقي صدر في الثاني من تمّوز/يوليو عام 2004. يستندُ إلى قصةٍ حقيقيةٍ عن جريمة قتل شنيعة تمَّ فيها التخلص من جثة الضحية في حقيبة سفر. خُصِّصَ الفيلم لإحياء ذكرى الممثل المخضرم رامالاو مخيني الذي تُوفيّ بعد وقت قصير من اكتمال التصوير.

## القصّة
يتآمر شقيقانِ مع إحدى زوجاتهما لقتل الرجل العجوز الذي يعيشون معه وسرقة معاشه التقاعدي. عندما يحاولون التخلص من الجسد، تبدأ الأمور في السير بشكل خاطئ.

## طاقم التمثيل
- ستيف هوفمير في دور جاك نوركيم
- كانديس هايلبراند في دور كولين نوركم
- جدعون إيمري في دور إريك نوركيم
- أنتوني فريدجون في دور العم ملاك
- بن كروجر في دور بوش
- رامولاو مخين في دور ألفيوس
- كلير مارشال في دور جيرتي
- نيكي ريبيلو في دور الرقيب كوري